# دیوید جانسون
دیوید جانسون (به انگلیسی: David Johnson) بازیکن فوتبال زادهٔ ۲۳ اکتبر ۱۹۵۱ اهل انگلستان بود که سابقهٔ بازی در تیم ملی فوتبال انگلستان را در کارنامهٔ خود دارد. وی در تاریخ ۲۱ مه ۱۹۷۵ نخستین بازی ملی خود را در مقابل تیم ملی فوتبال ولز انجام داد و با حضور در ۸ بازی ملی، در تاریخ ۱۲ ژوئن ۱۹۸۰ واپسین بازی ملی‌اش را در برابر تیم ملی فوتبال بلژیک برگزار کرد.
این بازیکن توانسته در بازی‌های ملی، ۶ گل به ثمر برساند.